# Alchemilla flavicoma
Alchemilla flavicoma é uma espécie de rosácea do gênero Alchemilla, pertencente à família Rosaceae.